# Jakob Jantscher
Jakob Jantscher est un footballeur international autrichien né le 8 janvier 1989. Il joue au poste latéral, gauche ou droit, pour le compte du SK Sturm Graz.

## Biographie

### En club
Jakob Jantscher dispute plus de 200 matchs en première division autrichienne. Il réalise sa meilleure performance lors de la saison 2011-2012, où il inscrit 14 buts en championnat avec le Red Bull Salzbourg. Cette saison-là, il se met en évidence en marquant deux doublés, lors de la réception du Kapfenberger SV et du FC Wacker Innsbruck.
Lors de cette même saison, il atteint avec le RB Salzbourg les seizièmes de finale de la Ligue Europa. Il se met en évidence en inscrivant trois buts lors de ce tournoi (deux en phase de poule et un en seizièmes).

### En équipe nationale
Jakob Jantscher reçoit 23 sélections en équipe d'Autriche entre 2009 et 2016, pour un but inscrit. Il joue son premier match en équipe nationale le 6 juin 2009, contre la Serbie. Ce match perdu 1-0 rentre dans le cadre des éliminatoires du mondial 2010.
Le 5 septembre 2009, il délivre sa première passe décisive, face aux îles Féroé. Ce match gagné 3-1 rentre dans le cadre des éliminatoires du mondial 2010. Le 18 novembre 2009, il inscrit son seul et unique but en équipe nationale, en amical contre l'Espagne (défaite 1-5). 
Le 8 septembre 2015, il délivre une seconde passe décisive, contre la Suède. Ce match gagné 1-4 rentre dans le cadre des éliminatoires de l'Euro 2016. L'année suivante, il participe à la phase finale du championnat d'Europe organisé en France. C'est sa seule grande compétition internationale disputée avec l'Autriche. Lors de ce tournoi, il ne joue qu'une seule rencontre, face à l'Islande (seulement 12 minutes de jeu). Avec un bilan d'un nul et deux défaites, l'Autriche ne dépasse pas le premier tour du tournoi. 
Jakob Jantscher ne sera ensuite plus jamais convoqué avec la sélection.

## Palmarès
- Champion d'Autriche en 2012 et 2014 avec le RB Salzbourg
- Vice-champion d'Autriche en 2011 et 2013 avec le RB Salzbourg ; en 2018 avec le Sturm Graz
- Vainqueur de la Coupe d'Autriche en 2010 et 2018 avec le Sturm Graz
- Élu meilleur joueur du championnat d'Autriche en 2012